# Friedrich Hoppe (Chronist)
Friedrich Hoppe (* 15. Juli 1879 in Naumburg (Saale); † 8. Dezember 1959 ebenda) war ein deutscher Lehrer, Chronist, Museumsleiter und Stadtdirektor in Naumburg (Saale).

## Leben
Friedrich Hoppe wurde 1879 in Naumburg (Saale) geboren. Am Lehrerseminar in Weißenfels machte er seine Ausbildung zum Lehrer und war ab 1900 Lehrer und Oberlehrer in Naumburg. Schon seit 1909 veröffentlichte er Arbeiten zur Geschichte von Naumburg und Orten der unmittelbaren Umgebung und erwarb sich dafür große Verdienste. Hoppe wurde 1939 mit der Verwaltung des städtischen Museums betraut und hatte das Amt bis zum 1. Februar 1954 inne. Friedrich Hoppe starb am 8. Dezember 1959 im Alter von 80 Jahren in Naumburg (Saale).

## Werke
- 250 Jahre Firma Eduard Schotte, Naumburg [Seifen u. Parfümerien], Festschrift zum 1. April 1941, Friedrich Hoppe, 1941
- 300 Jahre Naumburger Kramerinnung, Friedrich Hoppe, Kramerinnung (Naumburg, Saale), Verlag Sieling, 1928
- 350jähriges Gerberjubiläum und 150jähriges Bestehen der Lederfabrik Johannes Freytag in Naumburg (Saale): 1588; 1938; Festschr. zum 22. Okt. 1938, Friedrich Hoppe, 1938
- Aus der Jugendzeit eines berühmten Kirchscheidungers, (Friedrich Wilhelm Thiersch), In: Naumburger Heimat, Nr. 22, (10. Juni 1931)
- Aus Wolffs Naumburger Annalen, betreffend die Jahre 1608-1622, 1680-1682, 1695-1702: Nach den Handschriften im städt. Archivars Wolff, Pankratius Wolff, Friedrich Hoppe, Verlag H. Sieling, 1936
- Bad Kösen, Heimatliche Geschichtsbilder, Herausgegeben vom Magistrat der Stadt Bad Kösen, 1930
- Bausteine zur Naumburger Sippenkunde, Band 1, Jahresgabe, Saale Verein für Heimatgeschichte Naumburg, Friedrich Hoppe, Verlag Sieling, 1938
- Bausteine zur Naumburger Sippenkunde, Band 2, Jahresgabe, Saale Verein für Heimatgeschichte Naumburg, Friedrich Hoppe, Verlag Sieling, 1939
- Berühmte Naumburger. In: Bausteine zur Naumburger Sippenkunde, Heft 2, Naumburg 1939, S. 29 ff.
- Das Naumburger Kirschfest. Ein Heimatfest aus uraltem Brauchtum, Jahresgabe des Vereins für Heimatgeschichte; 1941, Friedrich Hoppe, Verlag Sieling, 1941
- Die Bürger der Naumburger Domfreiheit 1546/1547, Friedrich Hoppe, 1939, in: Ekkehard Bd. 15 (1939) S. 77–78
- Die fünfhundertjährige Naumburger Böttcherinnung: Gegr. 9. Jan. 1439, Friedrich Hoppe, Verlag Sieling, 1939
- Die Naumburger Hussitensage: Nach J. G. Rauhes Schrift: "Die Schwachheit über die Stärke" (1782), Friedrich Hoppe, Verlag H. Sieling, 1927
- Die Naumburger Goldschmiede und die Geschichte ihrer Innung, Bausteine zur Naumburger Sippenkunde IV. Sippen in Innungen und Vereinen, Heft 1, Naumburg 1938, S. 58–70.
- Die Pflege der Musik in Naumburg a.S., Friedrich Hoppe, Verlag H. Sieling, 1914
- Die Urkunden des städtischen Archivs zu Naumburg an der Saale, Auf Grund der Vorarbeiten von G. Beckmann als Regesten herausgegeben, Friedrich Hoppe, Verlag Sieling, 1912
- F. A. Furcht 1830-1930. Konditorei und Kaffee, Friedrich Hoppe, H. Sieling 1930
- Flößerei, Schifffahrt, Fischer im Mündungsgebiet von Saale und Unstrut, Friedrich Hoppe, Verlag Sieling, 1935
- Geschichte der Kramerinnung zu Naumburg a. S. Gegr. am 21. April 1628, Friedrich Hoppe, Verlag Sieling, 1928
- Geschichte der Naumburger Bogenschützen, Friedrich Hoppe, Verlag. d. Naumburger Allgemeinen Zeitung, 1910
- Heimatbuch des Vereins für Heimatgeschichte zu Naumburg a.d.S., Friedrich Hoppe, Verein für Heimatgeschichte. Naumburg, Saale, Verlag Sieling, 1928
- Heimischer Weinbau von Naumburg und Umgebung, Verein für Heimatgeschichte, Jahresgabe, Friedrich Hoppe, Verlag Verein f. Heimatgeschichte, 1937
- Kantorei an St. Wenzel: ein geschichtlicher Rückblick zum 50. Gründungstage der neuen Kantorei (12. Dezember 1889), Friedrich Hoppe, Verlag Sieling, 1939
- M. Sixtus Brauns Naumburger Annalen vom Jahre 799 - 1613: Handschrift im städtischen Archiv zu Naumburg a. S.; als Festgabe zum 900 jährigen Stadtjubiläum Naumburgs, Sixtus Braun, Felix Köster, Friedrich Hoppe, Verlag Sieling, 1927
- Nachweis von Druckschriften zur Geschichte unserer Heimat, Friedrich Hoppe, 1924
- Naumburg a.S.: ein Lesebuch zur Heimatgeschichte, Friedrich Hoppe, Verlag Schäler, 1903
- Naumburg im Völkerfrühlinge 1813, Aufzeichnungen: Der Naumburger Jugend z. Hundertjahrfeier 1913 gewidmet, Joh. Karl Gottl Mann, Friedrich Hoppe, 1913
- Naumburger Annalen vom Jahre 1305 bis 1547, Nicolaus Krottenschmidt, Felix Köster, Verlag H. Sieling, 1935
- Naumburger Bier ist der Thüringer Malvasier, Friedrich Hoppe, 1909
- Naumburger Bürgerbuch, Typoskript im Stadtarchiv von Naumburg, von Friedrich Hoppe, 1937
- Naumburger Chronik, Band 1, Band 2 von Jahresgabe, 1. Teil.: Von Entstehung der Stadt bis zum Beginn der Reformation, Verein für Heimatgeschichte Naumburg, mit Karl Schöppe, Verlag Sieling, 1929
- Naumburger Chronik, Band 2–3, 2. Teil: Von Vorbereitung der Reformation bis zum Beginn der sächsischen Administration. 3. Teil: Von der sächsischen Administration bis zum westfälischen Frieden, Jahresgabe des Vereins für Heimatgeschichte Naumburg, mit Karl Schöppe, Verlag Sieling, 1932
- Naumburger Handwerkerbuch: Festgabe zur Feier des 900. Stadtjubiläums, Friedrich Hoppe, Verlag Sieling, 1928
- Naumburger Häuserchronik, Bausteine zur Naumburger Sippenkunde, Friedrich Hoppe, Karl Schöppe, Verlag Sieling, 1940
- Naumburger Heimatbilder, Friedrich Hoppe, Verlag H. Sieling, 1926
- Naumburger Kirchengeschichte in kurzgefassten Bildern, Friedrich Hoppe, Verlag H. Sieling, 1927
- Naumburger Sippenbuch, Jahresgabe. Verein f. Heimatgeschichte Naumburg Saale, Friedrich Hoppe, Verlag Sieling, 1938
- Naumburgs 900-Jahrfeier: ein Erinnerungsbuch, Verein für Heimatgeschichte. Naumburg, Saale, Friedrich Hoppe, Verlag Sieling, 1929
- Originalarbeiten aus dem städtischen Archiv zu Naumburg a.S., Friedrich Hoppe, 1925
- Schönburg: Das Naumburger Bischofsschloß an der Saale, 1931
- Schönburg: Die Bischofsburg der Stadt Naumburg, Verein für Heimatgeschichte, Jahresgabe für die Mitglieder, Friedrich Hoppe, Verlag H. Sieling, Naumburg (Saale) 1936 und Neuauflage von Friedrich Hoppe, Kurt Heinecke, Verlag Gewerkschaftsdruckerei, 1950
- Schriften und Aufsätze von Friedrich Hoppe, Oberschullehrer, 1936
- Von Ekkehard bis Dietrich: Das 900jährige Naumburg in heiteren Versen, Friedrich Hoppe, Verlag H. Sieling, 1928
- Werden und Wirken des Naumburger Verschönerungsvereins 1845 - 1935: ein Beitrag zum 90igjährigen Bestehen d. Vereins, Friedrich Hoppe, Verlag H. Sieling, 1935
- Zur Geschichte der Otmarskirche, Friedrich Hoppe, 1914
- Zur Geschichte des Naumburger Wollwarenhandels: zum 150 jährigen Bestehen der Woll- und Wirkwarenfabrik von J.G. Fiersch, Friedrich Hoppe, J. G. Tiersch, 1932
- Zur Geschichte und Geschlechterkunde von Großjena und Schellsitz, 150 Stammbäume bäuerlicher Familien im 17. u. 18. Jahrhundert. Friedrich Hoppe, 1933
- Zwei berühmte Naumburger Weinberge: Das steinerne Festbuch; Johann Christian Steinauers u. Max Klingers Berg, Friedrich Hoppe, Verlag des Vereins f. Heimatgeschichte, 1933

## Quelle
- Informationen aus dem Stadtmuseum und dem Stadtarchiv von Naumburg (Saale)